# Johann Anton Ramboux

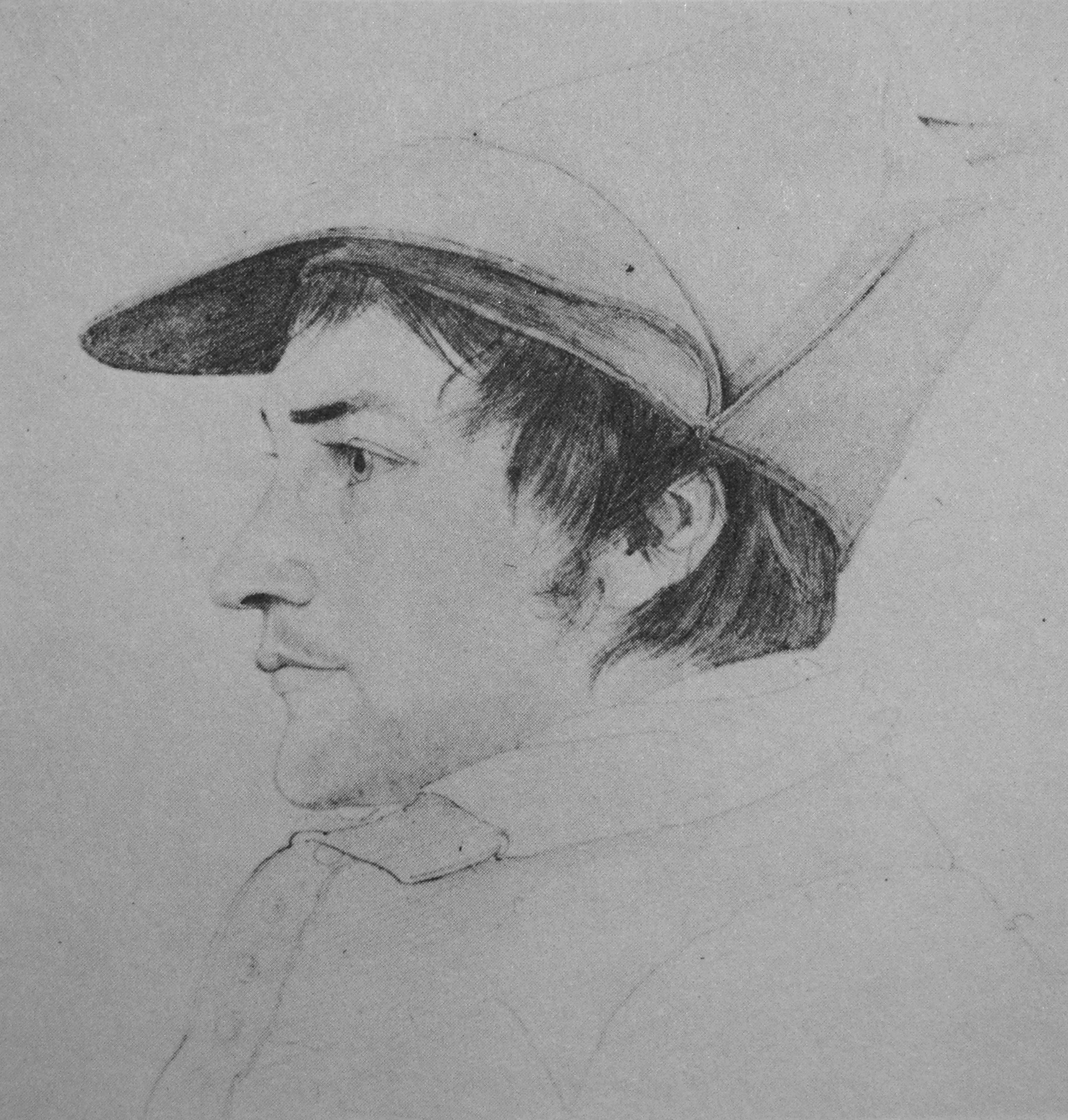
Johann Anton Ramboux; Bleistiftzeichnung von Carl Philipp Fohr

Johann Anton Alban Ramboux (* 5. Oktober 1790 in Trier; † 2. Oktober 1866 in Köln) war ein deutscher Maler und Lithograf.

## Leben

### Jugend und Ausbildung
Johann Anton Ramboux stammte väterlicherseits aus Savoyen und mütterlicherseits von der bekannten Kölner Goldschmiedefamilie Welcken ab. Seine erste künstlerische Förderung erfuhr Ramboux an der Trierer Bürgerschule durch seinen Zeichenlehrer Christoph Hawich. Dieser empfahl Ramboux 1803 an den ehemaligen Benediktinermönch Abraham von Orval, der unter seinem bürgerlichen Namen Jean Henri Gilson seit der Aufhebung seines Klosters in Florenville, Luxemburg, lebte und wirkte. Bei dem Historien- und Porträtmaler Jean-Henri Gilson absolvierte Johann Anton Ramboux eine Lehre. Während seines Aufenthaltes in Florenville 1808 und 1809 wendete sich Ramboux im Zuge seiner Ausbildung verstärkt der Kunst des 18. Jahrhunderts zu. Die Finanzierung seiner künstlerischen Bildung konnte von Ramboux` Mutter übernommen werden; nach dem Tod seines Vaters im Jahre 1798, verfügte die Familie über einen gewissen Wohlstand, mit dem die Finanzierung des jungen Johann Anton Ramboux gesichert war. Durch die Initiative seiner Mutter konnte Ramboux zudem vom französischen Militärdienst freigekauft werden, was ihm ermöglichte, seine Bildung fortzuführen.
Ein weiteres Empfehlungsschreiben beförderte den 19-jährigen Ramboux als Schüler des Malers Jacques-Louis David, dessen Porträtbilder ihn maßgeblich beeinflussten, nach Paris, wo er im Atelier Davids aufgenommen wurde. Dort war er ebenfalls Schüler von Pierre-Claude Gautherot und an der École des Beaux-Arts. In seinen Jahren in Paris konzentrierte sich Ramboux’ praktische Lehre vorwiegend auf das Abzeichnen von Antiken und Gipsabdrücken sowie der allgemeinen geschichtlichen Lehre. Durch das Studium barocker Meister wurden Künstler wie Rubens und Caravaggio, Jordaens, Vaan Dyck, Le Sueur und Lebrun zu seinen Inspirationen. Ramboux blieb bis 1813 in Paris.
Im Anschluss wechselte er für fast zwei Jahre zurück in seine Heimatstadt Trier. 1815 wurde Ramboux an der Akademie in München aufgenommen und wurde dort für ein Jahr Schüler der Bildhauer Franz und Konrad Eberhard.

### Italienreisen
Im Frühjahr 1816 zog Ramboux nach Rom, wo er bis Juni 1822 wirkte. Dort schloss er sich schon bald den Nazarenern an und befreundete sich u. a. mit Peter von Cornelius, Carl Philipp Fohr, Joseph Anton Koch und Friedrich Overbeck.
Besonders die religiöse, romantische Besinnung als zentrales Motiv ihres Kunstschaffens, sollte für Ramboux – selber strenger Katholik – fortan essentielle Bedeutung in seinem eigenen Werk beziehen und seine Kunstpraxis maßgeblich bestimmen. In der Überzeugung, das christliche Erbe als zentrales kunstgeschichtliches Prinzip gegenüber der heidnischen Antike zu bewahren, spiegelte sich auch Rambouxs Anliegen wider. Von den avantgardistischen Strömen und der Abneigung der Akademie geleitet, wurde von der Künstlergemeinschaft ein „bedingungslosen Hingabe an die alten Meister und an die Kunst im allgemeinen“ angestrebt. In der Hinwendung zu der Kunst Raffaels äußerte sich der religiöse Bezug; in Dürer sah man das Heimatliche, den Deutschen Bezug verkörpert. Auch wenn Ramboux zu dieser Zeit regen Anteil an dem Bund der Nazarener und dessen Zusammenkünfte nahm, schloss er sich in dieser Lebensperiode dem Lukasorden nie direkt an.
Im Sommer 1822 kehrte Ramboux erneut nach Trier zurück und ließ sich dort für zehn Jahre nieder. In diesen Jahren schuf er enorm viele Aquarelle mit Ansichten der Stadt und von der Mosel. 16 davon bildeten die Vorlage für Lithografien, welche er 1825 selber herstellte und veröffentlichte. Im Frühjahr 1832 begann Ramboux seine zweite Italienreise, von der er erst im September 1842 wieder zurückkehrte.
In Italien fertigte er neben Landschaften und Volksszenen in der Hauptsache Kopien italienischer Fresken und Mosaiken aus dem 13. bis 16. Jahrhundert. Davon wurde, mit Unterstützung des späteren preußischen Königs Friedrich Wilhelm IV., 1840 eine Gruppe von 325 Aquarellen angekauft und der Stadt Düsseldorf als Stiftung überlassen. Lange Zeit wurde sie dort in der Akademie der bildenden Künste aufbewahrt. 1872 gingen bei einem Brand in der Akademie 27 Blätter verloren. Der erhaltene Bestand befindet sich seit 1913 im städtischen Kunstmuseum, dem heutigen Museum Kunstpalast.

### Wirken in Köln

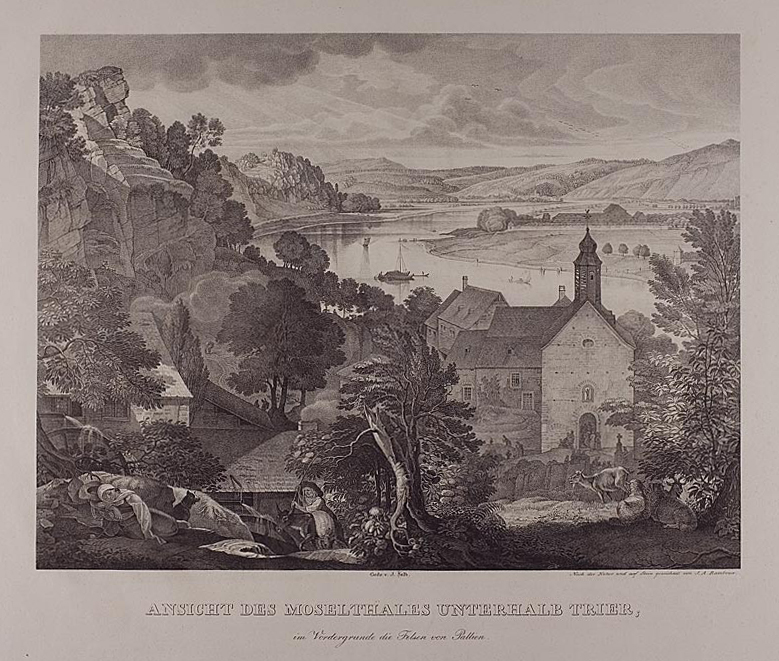
Moseltal unterhalb Trier, 1823

Als man 1843 einen Konservator für die Wallrafsche Sammlung in Köln suchte, schlug der Bildhauer Johann Gottfried Schadow Ramboux vor. 1844 trat Ramboux die Nachfolge von Matthias Joseph de Noël an. 1854 unternahm Ramboux eine Pilgerreise nach Jerusalem, von der er nicht nur spirituell, sondern auch künstlerisch profitierte. Auch schuf er nach seinen Aquarellen später mehrere Lithografien. An seiner Geburtsstadt Trier und ihren Denkmälern hatte er weiterhin Interesse, so sprach er sich brieflich gegen den Abbruch des stadtseitigen Tores der Römerbrücke aus und forderte den Erhalt ihrer historischen Brüstung.
1858 wurde Ramboux für seine zahlreichen bildlichen Darstellungen der Sehenswürdigkeiten von Trier zum ersten Ehrenbürger seiner Geburtsstadt ernannt.
Im Alter von nahezu 76 Jahren starb Johann Anton Ramboux am 2. Oktober 1866 in Köln. Nach ihm wurde eine Straße im Kölner Stadtteil Longerich benannt.

## Das Kunstschaffen
Die anfängliche aktive Kunstproduktion von Johann Anton Ramboux trat im Laufe seines Lebens immer weiter in den Hintergrund. Bestärkt durch seinen Künstlerumkreis – in besonderer Hinsicht den Mitgliedern des Lukasbundes – bestimmt seiner Tätigkeit im Kopieren und Reproduzieren von heimatlicher und fremdländischer Kunst zunehmend sein Kunstschaffen. Carl Friedrich von Rumohr beschreibt die Bedeutung Ramboux` 1821 mit folgenden Worten: „Ein neuer Versuch, die altchristlichen Denkmale zu beleuchten, müsste daher damit anfangen, daß neue kunstgerechte Abbildungen von den noch vorhandenen Gegenständen gemacht würden, wozu wenige besser berufen sind, als Johann Anton Ramboux aus Trier […]“.
Die, auf seinen Studienreisen durch Italien angefertigten, Kopier- und Skizziertätigkeiten von Johann Anton Ramboux von Architektur, Mosaiken, Wand- und Tafelbildern ermöglichten die Zugänglichkeit der fremdländischen Kunst als Studien- und Anschauungsmaterialien im eigenen Land. Konkret wendete sich Johann Anton Ramboux der italienischen Kunst vom 13. Jahrhundert bis 1600 zu, wobei er besonders das Studium der Freskotechniken der Trevento- und Quattrocentomalerei verfolgte. Seine Reproduktionen und Werke zeichnen sich durch ein Spiel mit Techniken aus; Kopien von Mosaiken wurden von Ramboux oftmals aquarellierte, während er Architektur- und Skulturdarstellungen meist als reine Zeichnungen gefertigte. Johann Anton Ramboux legte bei der Anfertigung seiner Zeichnungen großen Wert auf die Darstellung von Eigenarten wie Stofflichkeit und Materialität sowie dem Ausdruck von Plastizität und Dynamik seiner Figuren. Seine Architekturbildnisse weisen einige Abweichungen von den Originalansichten auf, da Ramboux die Abbildungen vielmehr für die Impression eines Gesamteindrucks konzipierte.

### Nachwirken
Als eigenständiger Künstler fand Ramboux in der Kunstgeschichte nur einen Platz am Rande; als Porträtist kam er zeit seines Lebens nicht aus dem Schatten Jacques-Louis Davids heraus und bei den Nazarenern fiel er ebenfalls nicht sonderlich auf. Doch als Kopist – und damit auch als Bewahrer – der alten italienischen Meister blieb er lange Zeit unübertroffen. Die von ihm in Italien erstellte Sammlung von 325 Blättern mit Aquarellkopien nach Werken christlicher Kunst des Mittelalters und der Renaissance verkaufte er ab 1840 für insgesamt 9000 Taler an die Stadt Düsseldorf, welche die Sammlung der Kunstakademie Düsseldorf anvertraute. Beim Brand des Düsseldorfer Schlosses, das bis 1872 die Kunstakademie beherbergte, gingen 25 Blätter zugrunde.
Die Kopien von Johann Anton Ramboux fanden als wichtige Zeitdokumente für die Kunstwissenschaft große Bedeutung in der Forschung, noch bevor die Zugänglichkeit ferner kunstwissenschaftlicher Objekte durch die Photographie ermöglicht wurde. Zu dieser Zeit hielt Ramboux mit dem Kopieren der alten Meister nach der altitalienischen Schule ein Alleinstellungsmerkmal an. Als „Bewahrung der christlichen Tradition“ formulierte sich seine selbst implizierte Rolle als Mittelperson der alten Werk an die Öffentlichkeit. Von enormer Relevanz sowohl für die zeitgenössische als auch die heutige Kunstwissenschaft sind die schriftlichen Verweise, welche Ramboux selbstständig zu seinen Kopien machte. Neben den Objektdaten wie Material, die Größe, die Materialität oder den Standort, verzeichnete Johann Ramboux oftmals Angaben zu Bauheeren oder antizipierenden Personen.

### Ramboux-Preis
Seit 1961 verleiht die Stadt Trier den Ramboux-Preis. Dieser dient zum einen der Förderung junger Künstler, zum anderen werden lokal ansässige Künstler für ihr Lebenswerk geehrt. Der Preis wurde bis 2010 alle zwei Jahre vergeben, aktuell gilt ein Vier-Jahres-Rhythmus.

## Schriften (Auswahl)
- Beiträge zur Kunstgeschichte der Malerei, Köln 1860 (300 Blätter)
- Umrisse zur Veranschaulichung altchristlicher Kunst in Italien vom Jahr 1200–1600, Köln 1854 (125 Blätter)